# 勒龙斯奈-欧特奈
勒龙斯奈-欧特奈（法語：Le Roncenay-Authenay，法語發音：[lə ʁɔ̃snɛ otnɛ]）是法国厄尔省的一个旧市镇，属于埃夫勒区。该市镇于1973年由原市镇勒龙斯奈（Le Roncenay）和欧特奈（Authenay）合并而成。2016年1月1日，勒龙斯奈-欧特奈和相邻的另外5个市镇合并为新市镇伊通河畔梅尼勒（Mesnils-sur-Iton）。

## 地理
勒龙斯奈-欧特奈（48°51'32"N, 1°2'44"E）面积8.79 平方千米，位于法国诺曼底大区厄尔省，该省份为法国北部内陆省份，北起滨海塞纳省，西接奧恩省和卡爾瓦多斯省，南至厄尔-卢瓦省，东临瓦兹省、瓦兹河谷省和伊夫林省。
与勒龙斯奈-欧特奈接壤的市镇（或旧市镇、城区）包括：尚特卢、莱塞萨尔、古维尔、罗芒。
勒龙斯奈-欧特奈的时区为UTC+01:00、UTC+02:00（夏令时）。

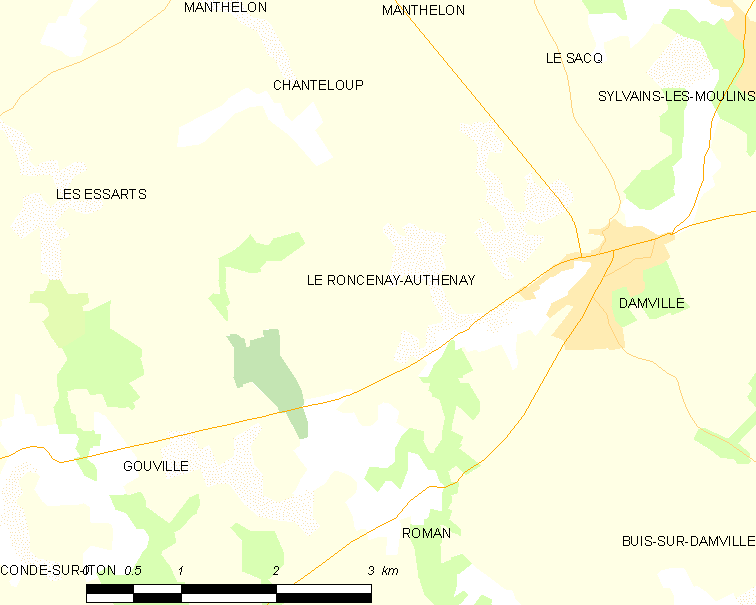
勒龙斯奈-欧特奈的OSM定位图

## 行政
勒龙斯奈-欧特奈的邮政编码为27240，INSEE市镇编码为27024。

## 政治
勒龙斯奈-欧特奈所属的省级选区为阿夫尔河和伊通河畔韦尔讷伊县。

## 人口

1962-2008年间勒龙斯奈-欧特奈人口变化图示

勒龙斯奈-欧特奈于2015时的人口数量为372人。